# Na Zachodnim Szańcu
Na Zachodnim Szańcu – pismo Narodowych Sił Zbrojnych wydawane w Okręgu IX Łódzkim od 26 kwietnia 1942 r. do lutego 1943 r.
Było kontynuacją wcześniejszego pisma pt. "Pochodnia" (zlikwidowanego w związku z wpadką drukarni w Nowym Złotnie). W winiecie była umieszczona instrukcja dla odbiorców, która wcześniej występowała także w „Pochodni”: Pamiętaj, że wróg czuwa. Lepiej spalić, niż dać w nieodpowiednie ręce. Pismo początkowo wychodziło jako miesięcznik, a następnie co 2 tygodnie w nakładzie 4-5 tys. egzemplarzy. Redaktorami byli: ks. Lucjan Jaroszka, J. Wierzbicka, Zbigniew Marquart (także wydawca), Jan Mędrzak. Było przeznaczone dla Polaków mieszkających na terenach włączonych do Rzeszy, ale docierało aż do skupisk polskich robotników przymusowych w głębi Niemiec. Pismo przestało wychodzić w wyniku likwidacji drukarni przez Gestapo.